# Erfenisdag
Erfenisdag is een Zuid-Afrikaanse feestdag die wordt gevierd op 24 september.

## Achtergrond
Tijdens de overgang naar een democratisch Zuid-Afrika heeft de regering van dat land besloten dat er een dag moest komen waarop Zuid-Afrikanen, van elke bevolkingsgroep dan ook, hun afkomst moesten gedenken. Dat betekende dat niemand moest vergeten wie hij was en waar hij vandaan kwam. Iedereen moest op die dag zijn eigen geschiedenis en cultuur in ere houden.
In KwaZoeloe-Natal was de voorloper van Erfenisdag de Shakadag, genoemd naar Zoeloe-stamhoofd Shaka Zoeloe.
Erfenisdag moest een viering van de  verscheidenheid aan culturen in Zuid-Afrika worden. De eerste erfenisdag was op 24 september 1995. Erfenisdag gaat daarom niet over elke culturele groep apart. Het is juist een feest dat over die grenzen heen wil kijken en de samenwerking wil vieren.
Een belangrijk onderdeel van Erfenisdag is het houden van een braai. De dag wordt daarom ook wel nationale braaidag genoemd.